# Má Ég Sjá
Má Ég Sjá är ett musikalbum av Skítamórall. Skivan släpptes år 2005.

## Låtlista
1. Ástin
2. Hæstu Hæðir
3. Hún
4. Má Ég Sjá
5. Eldur
6. Lífið Án Þín
7. Heima
8. Eins Og Maður Er
9. Þú Og Ég
10. Hvers Vegna?